# 125th Street, Manhattan

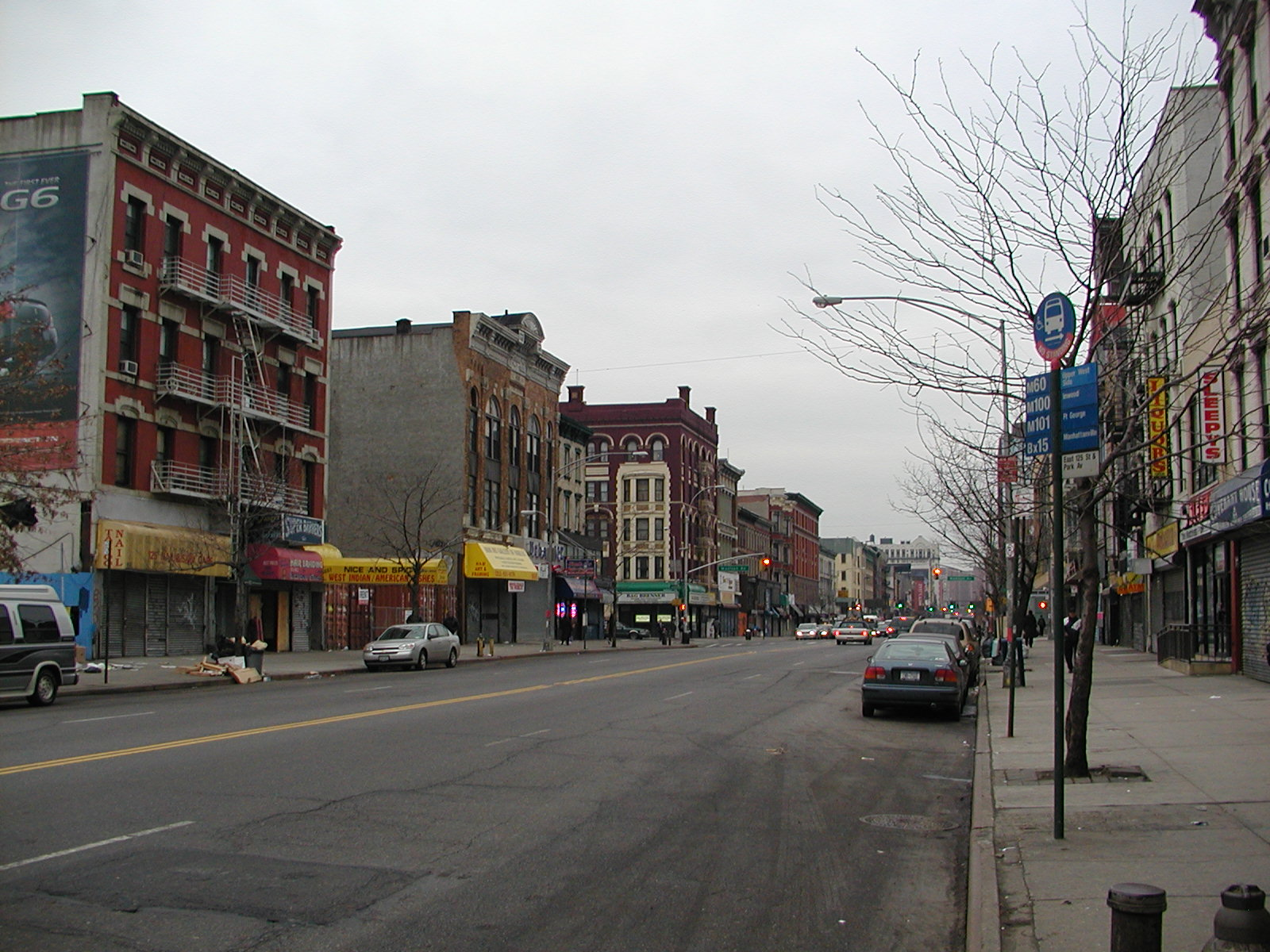
125th Street mellan Park Avenue och Madison Avenue.

125th Street är en gata på Manhattan i New York. Den är en tvåvägs, öst till västgående gata som är ansedd att vara huvudgatan i stadsdelen Harlem. Den brukar också kallas Martin Luther King, Jr. Boulevard. Den västra delen av gatan går diagonalt från en avtagsväg vid Henry Hudson Parkway vid 130th Street. Öster om Morningside Avenue går den öst-väst genom centrala Harlem till en påtagsväg till F.D.R. Drive vid East River.
Den före detta presidenten Bill Clinton har ett kontor på 55 West 125th Street.